# John Little (peintre)
Pour les articles homonymes, voir John Little.
John Little, né à Montréal le 20 février 1928 et mort dans la même ville le 29 octobre 2024, est un peintre canadien reconnu pour ses toiles témoignant du patrimoine urbain des quartiers ouvriers des villes de Montréal et de Québec.

## Biographie
John Geoffrey Caruthers Little naît à Montréal le 20 février 1920. Il est le fils unique de l’architecte Harold Butler Little (1894-1987) et de Eileen Maud Craig (1898-1973). Il grandit dans le quartier aisé de ville Mont-Royal.
Peu intéressé par l’école, il quitte ses études après la dixième année à l’âge de 16 ans. Il passe son temps à arpenter et explorer Montréal, se familiarisant avec les quartiers ouvriers comme Saint-Henri et Verdun. Son amour pour le sport attise son ambition de jouer pour le club des Canadiens de Montréal. Mais, son talent pour le dessin surpasse ce désir et le conduit, de 1945 à 1947 à l’Art Association, de Montréal (aujourd’hui le Musée des Beaux-Arts) où il commence son apprentissage artistique sous le tutorat de trois artistes canadiens vénérés : Arthur Lismer, Anne Douglas Savage et Goodridge Roberts. Même s’il n’a pas l’âge légal, il fréquente les bars du centre-ville de Montréal où il s’infiltre dans les cabarets de la rue Saint-Urbain. Il fréquente aussi le Monument-National où il rencontre le peintre maritime Jack L. Gray (en).
En 1947, Little déménage à New York pour suivre des cours à l’Art Students League sous le mentorat des peintres célèbres comme Will Barnet (en) et Frank J. Reilly (en). Il est un grand admirateur du travail de Reginald Marsh (artiste). Vivant dans Greenwich Village, il en profite pour s’immerger dans cette communauté artistique dynamique. Il est considéré comme une « mascotte précoce » par des sommités du village, dont certaines figures de proue du mouvement poétique d’après-guerre de New York, comme Thomas K. Boggs et Robert Clairmont. Il hante les clubs de jazz de New York,.
En 1948, il obtient un poste d’assistant auprès de Ray Bailey pour l’aider à illustrer la bande dessinée sur l’aviation Bruce Gentry. Par ce travail, il apprend la narration visuelle. Son séjour à New York l’amène à développer un vocabulaire visuel personnel et un style distinctif. En 1949, il est gravement blessé en venant en aide à une femme qui se faisait attaquer, et, à sa sortie de l’hôpital, il décide de retourner vivre à Montréal. Il devient dessinateur pour le cabinet d’architecture de son père, Luke & Little. Souvent en compagnie de son ami le sculpteur Jim Ritchie, il devient une figure familière au Mountain Playhouse Theatre, « où il effectuait divers travaux pour les productions et fréquentait la haute société du café, en compagnie de personnalités telles que Christopher Plummer, Elaine Stritch, Barry Morse et Jack Creley (en), entre autres,. Sa passion pour l’art et l’architecture se manifeste dans les illustrations qu’il vend au Montreal Star; illustrations où le peintre capte le paysage urbain de Montréal,.
En 1951, il offre ses peintures à la principale galerie du Canada, la Watson Art Gallery qui les prend. La même année, il accompagne son ami Jack Gray dans une expédition de peinture à bord d’un voilier sur le Fleuve Saint-Laurent de Gaspé à la Nouvelle-Écosse. C’est là qu’il rencontre Lorraine McMahon, la fille de M. et Mme Roy Carlton. Ils se marient l’année suivante, en 1952. Il décide alors de se consacrer à la peinture à temps plein. William Watson le supporte grandement en exposant ses toiles pendant des années et la carrière artistique de Little prospère. Little peint les villes de Montréal, de Québec et des régions environnantes. En 1957, Watson décide de fermer sa galerie et John Little expose à partir de ce moment-là aux galeries Continental et Klinkhoff.
Les premiers succès commerciaux de John Little sont la série de peintures de couverture du réputé magazine Maclean's. En effet, de juin 1957 à septembre 1960, les peintures de John Little apparaissent régulièrement en page couverture du réputé magazine et elles illustrent la vie au Québec dans les années 1950. En 1961, Little devient membre associé de l’Académie royale canadienne d’arts (A.A.R.C., Associate of the Royal Canadian Academy of Arts),. Déjà à cette époque, John Little est conscient du déclin du centre-ville de Montréal, voyant la destruction des vieux bâtiments. Parmi les premières scènes que Little peint, ce sont celles du quartier voué à disparaître, le Faubourg à m'lasse qui sont présentes. La toile Rue Beaudry, de la Gauchetière, Montréal (1963) en est la preuve.
Dans les années qui vont suivre, il va peindre les rues de Montréal, allant du quartier Centre-Sud à ceux de Saint-Henri, de Pointe-Saint-Charles, du Mile End, du Sud-Ouest  et du Plateau.
Les toiles de John Little deviennent très populaires dans les années 70 et 80. En 1973, il devient membre à part entière de l’Académie royale canadienne d’arts (A.A.R.C., Associate of the Royal Canadian Academy of Arts) tout en continuant son œuvre picturale. En 1979, il fait une première exposition solo à la Continental’s Gallery Inc.
Au début des années 2010, sa femme tombe malade et elle décède en 2016. John Little cesse alors de peindre et ne peindra plus jamais,.
En 2017, Alan Klinkhoff publie un livre d’art: John Little: City Life From 1951, livre qui demeure la référence sur John Little qui s’est toujours refusé à donner des entrevues.
John Little meurt dans sa maison de Ville Mont-Royal, le 29 octobre 2024, après que sa santé ait décliné.
Bien que son travail ne soit pas entré dans les collections muséales de son vivant, il fait partie de plusieurs collections publiques comme celle de la Galerie nationale du Canada, le Beaverbrook Art Gallery, le Leonard & Bina Ellen Art Gallery de l’Université Concordia, entre autres et ainsi que de plusieurs collections privées à l’étranger et au Canada dont Hydro-Québec, Banque Nationale, Loto-Québec, Power Corporation et la famille Molson. Il a aussi peint plusieurs couvertures du magazine Maclean’s, ce qui vient témoigner de son héritage comme figure majeure de l’histoire de l’art canadien.
Concentré sur sa peinture, le peintre modeste et réservé s’est tenu loin des médias et il a toujours refusé la publication de reproductions de ses œuvres.
John Little fait partie des cent artistes canadiens les plus vendus, selon Mac-Antoine Longpré, de la maison d’enchères BYDealers.

## Œuvres
John Little appartient à l’école nord-américaine, la Ashcan School apparue à New York fin 19e, début 20e siècle. Le Ashcan consiste à peindre la poésie urbaine en opposition aux peintres paysagistes. Ses adeptes peignent plutôt la vie modeste, les faubourgs, les marchés. Edward Hopper en est un digne représentant. Dans son œuvre, Little démontre une maîtrise des techniques photo-réalistes et des techniques impressionnistes en évoquant le passé avec de nombreux détails architecturaux. Les personnages dans ses toiles sont secondaires et semblent appartenir au décor.
Si le style artistique de Little flirte avec l’impressionnisme avec des paysages urbains vibrants et animés dans les années 50, il évolue pour arriver au tournant des années 70, à être plus documentaire avec des paysages plus nuancés et plus réalistes. Il travaillera avec ce style jusqu’en 2016, l’année où il cesse de peindre,.
Tout au long de sa carrière qui a duré six décennies, il a dédié son travail à la préservation des éléments du passé en milieu urbain en évolution. Ces toiles prennent l’allure de critiques du développement urbain au détriment des édifices patrimoniaux. En 1964, la critique d’art Dorothy Pfeiffer commente le travail de John Little. Elle estime que « son œuvre agissait comme un exercice archivistique, préservant visuellement l’architecture du vieux Montréal, désormais démolie, au cœur de la ville,.

## Couverture du MagazineMaclean'spar John Little
- 8 juin 1957, volume 70, numéro 72, Wedding party on St. Urbain Street.
- 4 janvier 1958,volume 71, numéro 1, The Quebec City to Levis ferry.
- 3 janvier 1959, volume 72, numéro 1, Ice fishing at Ste. Anne de la Perade.
- 15 août 1959, volume 72, numéro 17, McGill tennis courts.
- 12 septembre 1959, volume 72, numéro 19, Night baseball in Montreal.
- 3 décembre 1959, volume 72, numéro 25, R. Clement’s shoe shop: sharpen skates.
- 21 mai 1960, volume 73, numéro 11, Bonsecourt market, Montreal.
- 24 septembre 1960, volume 73, numéro 20, Corner store de Quebec City.

## Honneurs
- 1961 : Associé de l’Académie royale des arts du Canada (RCA)
- 1973 : Membre de l'Académie royale des arts du Canada (RCA)

## Publications
Liste non-exhaustive.

### Catalogue d'exposition
- John Little : City Life from 1951; Montréal : Alan Klinkhoff Gallery, 2017, 161 p., note : catalogue de l’exposition en 2017 à la galerie Alan Klinkhoff, comprenant une longue entrevue avec l’artiste.  (ISBN 9781775165408)

### Peinture de commande
- La première banque au Canada. Histoire de la Banque de Montréal, volume 2, Toronto, Montréal, McClelland & Stewart Limited, 1966, 1967, xix, 471; xiii, 453 p.; page 6 : Bytown en•1842, par John Little, A.A. R. C, peinte en 1966. Bytown[n 5]

### Anthologie
- 50 Aspects de Montréal : par des artistes du Québec Vol. 2; Coll. Métropolitaine, s.d. (circa 1964). n. p. (52 p.), nomr. ill., 28 cm., Rel. spirale.